# هفتاد و دومین جشنواره بین‌المللی فیلم برلین
هفتاد و دومین جشنواره بین‌المللی فیلم برلین (انگلیسی: 72nd Berlin International Film Festival) که معمولاً برلیناله نامیده می‌شود، از ۱۰ تا ۲۰ فوریه ۲۰۲۲ به صورت حضوری برگزار می‌شود. در ۱۵ دسامبر ۲۰۲۱ اولین فیلم جشنواره معرفی شد. در ۱۵ فوریه ۲۰۲۲ در مراسم اهدای جوایز برلیناله پالاس، ایزابل هوپر به خاطر یک عمر دستاورد هنری خرس طلایی افتخاری دریافت کرد.

## هیئت داوران

### رقابت اصلی
اعضای زیر در هیئت داوران بخش مسابقه برلیناله حضور دارند:
ام. نایت شامالان، رئیس هیئت داوران بین‌المللی - فیلمنامه‌نویس، کارگردان و تهیه‌کننده (ایالات متحده آمریکا).

## ویژه برلیناله[۷]
| عنوان انگلیسی                   | عنوان اصلی                                 | کارگردان (های)            | کشور تولید                             |
| جشن ویژه برلیناله               | جشن ویژه برلیناله                          | جشن ویژه برلیناله         | جشن ویژه برلیناله                      |
| ------------------------------- | ------------------------------------------ | ------------------------- | -------------------------------------- |
| در برابر یخ                     | در برابر یخ                                | پیتر فلینت                | ایسلند، ایالات متحده آمریکا، دانمارک   |
| دربارهٔ جوآن                     | پیشنهاد ژوان                               | لوران لاریویر             | فرانسه، آلمان، ایرلند                  |
| گانگوبای کاتیوادی               | گانگوبای کاتیوادی                          | سانجی لیلا باانسالی       | هندوستان                               |
| جاعل                            | Der Passfälscher                           | مگی پرن                   | آلمان، لوکزامبورگ                      |
| ویژه برلیناله                   |                                            |                           |                                        |
| قلب بلوط                        | Le chêne                                   | لوران شاربونیه، میشل سیدو | فرانسه                                 |
| ۱۳۴۱ قاب‌های عشق و جنگ           | 1341 Framim Mehamatzlema Shel Micha Bar-Am | ران تال                   | اسرائیل، بریتانیا، ایالات متحده آمریکا |
| هیچ چیز برای همیشه باقی نمی‌ماند | هیچ چیز برای همیشه باقی نمی‌ماند            | جیسون کوهن                | ایالات متحده آمریکا                    |

## پانوراما
فیلم‌های زیر برای بخش پانوراما انتخاب شده‌اند:
| عنوان انگلیسی                | عنوان اصلی                   | کارگردان (های)              | کشور تولید                                                         |
| ---------------------------- | ---------------------------- | --------------------------- | ------------------------------------------------------------------ |
| صحبت کردن در مورد آب و هوا   | Alle reden übers Wetter      | آنیکا پینسکه                | آلمان                                                              |
| آپارتمان با دو زن            | 같은 속옷을 입는 두 여자     | کیم سه این                  | جمهوری کره                                                         |
| شستشوی مغزی: سکس-دوربین-قدرت | شستشوی مغزی: سکس-دوربین-قدرت | نینا منکس                   | ایالات متحده آمریکا                                                |
| سوئینگ سواری                 | Calcinculo                   | کیارا بلوزی                 | ایتالیا، سوئیس                                                     |
| دیوارهای رؤیایی              | دیوارهای رؤیایی              | آملی ون المبت، مایا دووردیه | بلژیک، فرانسه، ایالات متحده آمریکا، هلند، سوئد                     |
| کلوندایک                     | کلوندایک                     | مارینا ار گورباخ            | اوکراین، ترکیه                                                     |
| آهنگ عشق                     | آهنگ عشق                     | مکس واکر-سیلورمن            | ایالات متحده آمریکا                                                |
| خاطرات میانمار               | خاطرات میانمار               | مجموعه فیلم میانمار         | هلند، میانمار، نروژ                                                |
| به نام من                    | Nel Mio Nome                 | نیکولو باستی                | ایتالیا                                                            |
| نلی و نادین                  | نلی و نادین                  | مگنوس گرتن                  | سوئد                                                               |
| ما دانش آموزان!              | Nous, Étudiants !            | رفیکی فریلا                 | جمهوری آفریقای مرکزی، فرانسه، جمهوری دموکراتیک کنگو، عربستان سعودی |
| تا فردا                      | تا فردا                      | علی عسگری                   | ایران، فرانسه، قطر                                                 |
| ثور                          | ثور                          | تیم ساتن                    | ایالات متحده آمریکا                                                |

## انجمن
فیلم‌های زیر برای بخش انجمن انتخاب شده‌اند:
| عنوان انگلیسی       | عنوان اصلی            | کارگردان (های)                 | کشور تولید                         |
| ------------------- | --------------------- | ------------------------------ | ---------------------------------- |
| پس از آب            | پس از آب              | دان کوملجن                     | آلمان، اسپانیا، کره جنوبی، صربستان |
| شاعر                | آکین                  | دارژان اومیربایف               | قزاقستان                           |
| قرون وسطی           | رسانه لا اداد         | آلخو موگیلانسکی، لوسیانا آکونا | آرژانتین                           |
| اروپا               | میدان اروپا           | فیلیپ شفنر                     | آلمان، فرانسه                      |
| یک گل در دهان       | Une Fleur à la bouche | اریک بودلر                     | فرانسه، آلمان، کره جنوبی           |
| سرزمین خاطره        | Miền Ký ức            | کیم کوی بوی                    | ویتنام، آلمان                      |
| دو صدای من          | صداهای Mis dos        | لینا رودریگز                   | کانادا                             |
| خانواده هسته ای     | خانواده هسته ای       | ارین ویلکرسون، تراویس ویلکرسون | آمریکا، سنگاپور                    |
| فوق طبیعی           | فوق طبیعی             | خورخه ژاکوم                    | کشور پرتغال                        |
| ایالات متحده آمریکا | ایالات متحده آمریکا   | جیمز بنینگ                     | ایالات متحده آمریکا                |

## نسل
فیلم‌های زیر برای بخش نسل انتخاب شده‌اند:

### فیلم‌های بلند
| عنوان انگلیسی    | عنوان اصلی        | کارگردان (های)               | کشور تولید                  |
| ---------------- | ----------------- | ---------------------------- | --------------------------- |
| تازه‌کارها        | Allons Enfants    | تیری دمازییر، آلبان تورلای   | فرانسه                      |
| بیبا             | بیبا              | ربکا هانت                    | آمریکا، مکزیک               |
| دختر ساکت        | یک Cailín Ciúin   | کولم بایرید                  | ایرلند                      |
| ملکه کمدی        | ملکه کمدی         | سانا لنکن                    | سوئد                        |
| قلب‌های مهربان    | قلب‌های مهربان     | اولیویا روشت، جرارد-جان کلاس | بلژیک                       |
| Knor             | اوینک             | ماشا هالبرستاد               | هلند                        |
| میلی دروغ می‌گوید | میلی دروغ می‌گوید  | میشل ساویل                   | نیوزلند                     |
| کامیون پدرم      | کامیون پدرم       | ماشا مائوریسیو اوساکی        | ویتنام، ایالات متحده آمریکا |
| والا             | والا              | ماریانو بیاسین               | آرژانتین                    |
| عکس دختر         | Tytöt tytöt tytöt | آلی هاپاسالو                 | فنلاند                      |

### فیلم‌های کوتاه
| عنوان انگلیسی             | عنوان اصلی          | کارگردان (های)                      | کشور تولید              |
| ------------------------- | ------------------- | ----------------------------------- | ----------------------- |
| یک شاگرد نامرئی           | اونا آپاندیز نامرئی | امیلیا هربست                        | آرژانتین                |
| خداحافظ جروم!             | Au Revoir Jérôme    | آدام سیلارد، گابریل سلنت، کلوئه فار | فرانسه                  |
| نویز آبی                  | بلوز راوشن          | سیمون ماریا کوبینا                  | آلمان، اتریش            |
| گوزن                      | گوزن                | هادی بابایی فر                      | ایران                   |
| من نمی‌ترسم!               | من آنگست!           | ماریتا مایر                         | آلمان، نروژ             |
| اینجا چیزی برای دیدن نیست | Nada para ver aqui  | نیکلاس بوشز                         | پرتغال، بلژیک، مجارستان |
| بی عیب                    | ولککلوس             | اما براندرهورست                     | هلند                    |

## فیلم‌های تجلیلی
این بخش در هفتاد و دومین جشنواره فیلم برلین به ایزابل هوپر بازیگر فرانسوی سینما اختصاص دارد که برای یک عمر دستاورد خرس طلایی افتخاری نیز دریافت کرد.
| سال  | عنوان انگلیسی     | عنوان اصلی              | کارگردان (های) | کشور تولید                |
| ---- | ----------------- | ----------------------- | -------------- | ------------------------- |
| ۱۹۷۷ | توری ساز          | La Dentellière          | کلود گورتا     | فرانسه، FRG، سوئیس        |
| ۱۹۸۰ | هرکسی برای خودش   | Sauve qui peut (la vie) | ژان لوک گدار   | فرانسه، FRG، سوئیس، اتریش |
| ۱۹۹۵ | La Cérémonie      | La Cérémonie            | کلود شابرول    | فرانسه، آلمان             |
| ۲۰۰۱ | معلم پیانو        | لا پیانیست              | میشائیل هانکه  | فرانسه، آلمان، اتریش      |
| ۲۰۰۲ | ۸ زن              | ۸ زن                    | فرانسوا اوزون  | فرانسه، ایتالیا           |
| ۲۰۱۶ | چیزهایی که می‌آیند | L'Avenir                | میا هانسن-لوو  | فرانسه، ایتالیا           |
| ۲۰۱۶ | ال                | ال                      | پل ورهوفن      | فرانسه، آلمان، بلژیک      |

## گذشته‌نگر
این بخش در ۱۱ فوریه ۲۰۲۲ با نمایش وضوح 4K فیلم ۱۹۳۶ مرد من گادفری ساخته گرگوری لا کاوا افتتاح می‌شود.
| سال  | عنوان انگلیسی             | عنوان اصلی                | کارگردان (های)      | کشور تولید          |
| ---- | ------------------------- | ------------------------- | ------------------- | ------------------- |
| ۱۹۳۴ | خوشگل دهه نود             | خوشگل دهه نود             | لئو مک کری          | ایالات متحده آمریکا |
| ۱۹۴۱ | طراحی برای رسوایی         | طراحی برای رسوایی         | نورمن تاروگ         | ایالات متحده آمریکا |
| ۱۹۳۸ | هر روز یک تعطیلات است     | هر روز یک تعطیلات است     | الف. ادوارد ساترلند | ایالات متحده آمریکا |
| ۱۹۳۸ | Four's a Crowd            | Four's a Crowd            | مایکل کورتیز        | ایالات متحده آمریکا |
| ۱۹۳۵ | رفتن به شهر               | رفتن به شهر               | الکساندر هال        | ایالات متحده آمریکا |
| ۱۹۳۶ | برو غرب، مرد جوان         | برو غرب، مرد جوان         | هنری هاتاوی         | ایالات متحده آمریکا |
| ۱۹۳۵ | دست‌ها در سراسر میز        | دست‌ها در سراسر میز        | میچل لیزن           | ایالات متحده آمریکا |
| ۱۹۴۰ | همسر استخدام شده          | همسر استخدام شده          | ویلیام ای سیتر      | ایالات متحده آمریکا |
| ۱۹۴۰ | جمعه دخترش                | جمعه دخترش                | هوارد هاکس          | ایالات متحده آمریکا |
| ۱۹۳۳ | من فرشته نیستم            | من فرشته نیستم            | وسلی راگلز          | ایالات متحده آمریکا |
| ۱۹۳۶ | کلوندایک آنی              | کلوندایک آنی              | رائول والش          | ایالات متحده آمریکا |
| ۱۹۳۴ | خانم به انتخاب            | خانم به انتخاب            | دیوید برتون         | ایالات متحده آمریکا |
| ۱۹۴۱ | خانم آقای. اسمیت          | خانم آقای. اسمیت          | آلفرد هیچکاک        | ایالات متحده آمریکا |
| ۱۹۴۰ | چیکدی کوچولوی من          | چیکدی کوچولوی من          | ادوارد اف کلین      | ایالات متحده آمریکا |
| ۱۹۳۶ | مرد من گادفری             | مرد من گادفری             | گریگوری لا کاوا     | ایالات متحده آمریکا |
| ۱۹۴۲ | خواهرم آیلین              | خواهرم آیلین              | الکساندر هال        | ایالات متحده آمریکا |
| ۱۹۳۲ | شب پس از شب               | شب پس از شب               | آرچی مایو           | ایالات متحده آمریکا |
| ۱۹۳۲ | هیچ مردی از خودش نیست     | هیچ مردی از خودش نیست     | وسلی راگلز          | ایالات متحده آمریکا |
| ۱۹۳۷ | هیچ چیز مقدس              | هیچ چیز مقدس              | ویلیام ای. ولمن     | ایالات متحده آمریکا |
| ۱۹۳۳ | او او را اشتباه انجام داد | او او را اشتباه انجام داد | لاول شرمن           | ایالات متحده آمریکا |
| ۱۹۴۲ | نامه بگیر عزیزم           | نامه بگیر عزیزم           | میچل لیزن           | ایالات متحده آمریکا |
| ۱۹۴۱ | این چیزی به نام عشق       | این چیزی به نام عشق       | الکساندر هال        | ایالات متحده آمریکا |
| ۱۹۴۲ | بودن یا نبودن             | بودن یا نبودن             | ارنست لوبیچ         | ایالات متحده آمریکا |
| ۱۹۳۷ | اعتراف واقعی              | اعتراف واقعی              | وسلی راگلز          | ایالات متحده آمریکا |
| ۱۹۳۴ | قرن بیستم                 | قرن بیستم                 | هوارد هاکس          | ایالات متحده آمریکا |
| ۱۹۴۳ | چه زنی!                   | چه زنی!                   | ایروینگ کامینگز     | ایالات متحده آمریکا |
| ۱۹۳۹ | زنان                      | زنان                      | جورج کوکور          | ایالات متحده آمریکا |

## کلاسیک
بازسازی سکوت ۱۹۲۹ فیلم کلاسیک Bruder (برادران) توسط ورنر Hochbaum، در ۱۳ فوریه ۲۰۲۲ به نمایش در می‌آید.

## جوایز
| برنده (های)       | کار/ کارگردان     | یادداشت           | مرجع.             |
| خرس طلایی افتخاری | خرس طلایی افتخاری | خرس طلایی افتخاری | خرس طلایی افتخاری |
| ----------------- | ----------------- | ----------------- | ----------------- |